# Fabrique Nationale de Herstal
Fabrique Nationale de Herstal nebo FN Herstal (někdy zkracováno jen na Fabrique Nationale (FN) je belgická firma vyrábějící ruční palné zbraně a kulomety. Se značkou FN se setkáme pouze u zbraní pro ozbrojené složky, pro civilní produkci firma používá obchodní značku Browning.

## Zbraně
- FN Browning model 1900
- Browning HP
- FN FAL
- FN FNC
- FN MAG
- FN MINIMI
- FN Five-seveN
- FN P90
- FN SCAR
- FN F2000